# Anagram Produktion

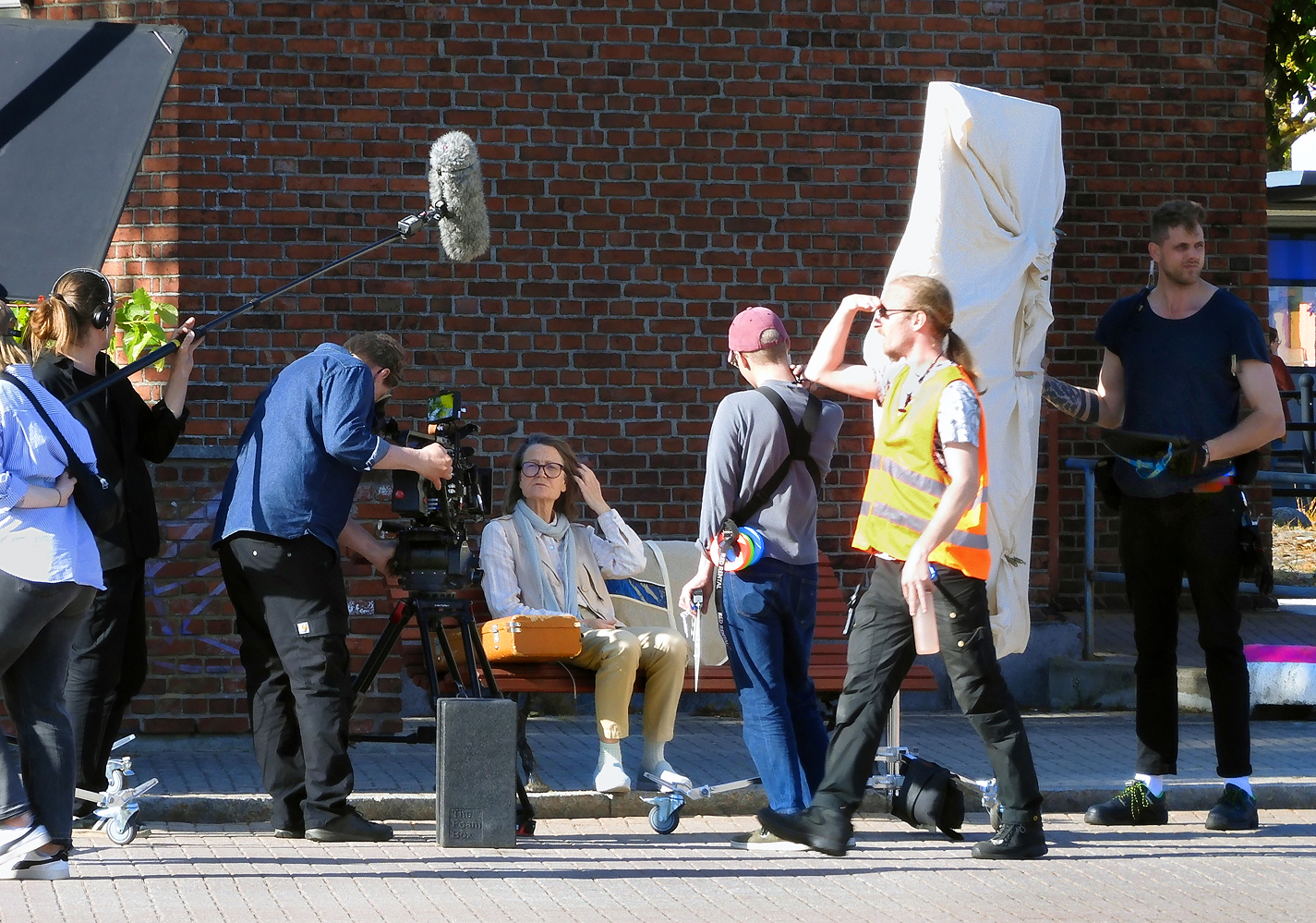
Anagram Produktion under inspelningen av en scen i dramakomedin "Hålla samman" 23 maj 2022 i Ystad.

Anagram Sverige är ett filmproduktionsbolag, grundat 2001 i Lund i Sverige av Anders Jansson och Johan Wester.

## Produktioner (i urval)
- 2008 – Morgan Pålsson – världsreporter
- 2010 – Vid Vintergatans slut (TV-serie)
- 2010 – Fyra år till
- 2010–2011 – Starke man (TV-serie)
- 2012 – Äta sova dö
- 2012 – Hassel – Privatspanarna
- 2012–2015 – Intresseklubben (TV-serie)
- 2013 – Halvvägs till himlen (TV-serie)
- 2014 – Viva Hate (TV-serie)
- 2018 – Halvdan Viking
- 2018 – Systrar 1968 (TV-serie)
- 2018–2020 – Sagan om Dilan och Moa (TV-serie)
- 2019 – En komikers uppväxt
- 2020 – Maskineriet (TV-serie)
- 2021–2024 – Tunna blå linjen (TV-serie)
- 2022 – Tisdagsklubben
- 2023 – Hålla samman (TV-serie)
- 2025 – Koka björn (TV-serie)